# Kanton Galan
Kanton Galan (francouzsky Canton de Galan) je francouzský kanton v departementu Hautes-Pyrénées v regionu Midi-Pyrénées. Tvoří ho 11 obcí.

## Obce kantonu
- Bonrepos
- Castelbajac
- Galan
- Galez
- Houeydets
- Libaros
- Montastruc
- Recurt
- Sabarros
- Sentous
- Tournous-Devant